# Maksim Vylegzhanin
Maxim Mikhailovich Vylegzhanin (en russe : Максим Михайлович Вылегжанин et en français : Maksim Vylegjanine), né le 18 octobre 1982 en Oudmourtie, est un fondeur russe. Spécialiste des longues distances, il compte trois médailles d'argent aux Championnats du monde où il est à chaque fois devancé par Petter Northug avant de remporter son premier titre mondial en 2015 sur le skiathlon, ainsi que quatre victoires en Coupe du monde dont deux individuelles à La Clusaz et Rybinsk. Il compte également trois médailles d'argent olympique, malgré des soupçons de dopage. Autre fait marquant de sa carrière est sa seconde place lors du Nordic Opening en 2013 derrière Northug et sa troisième place au Tour de ski 2013 derrière Alexander Legkov et Dario Cologna.

## Biographie
Maxim Vylegzhanin commence à prendre part à des compétitions officielles de la FIS en 2001, puis à ses premiers et seuls championnats du monde junior en 2002. C'est trois ans plus tard, qu'il est sélectionné pour l'équipe nationale dans la Coupe du monde à Pragelato. Lors de sa troisième course individuelle, le cinquante kilomètres à Oslo, il prend une sixième place qui lui vaut ses premiers points pour cette compétition. Son premier succès international intervient en 2007, lors qu'il gagne la médaille d'or du trente kilomètres à l'Universiade. Juste après, il est encore dans le top dix du cinquante kilomètres d'Oslo avec le septième rang, puis monte sur son premier podium avec le relais à Falun. 
En 2009, il obtient sa première sélection pour les Championnats du monde à Liberec, et aussi son premier podium dans l'élite en prenant la médaille d'argent au cinquante kilomètres libre. Médaillé surprise, il est seulement battu au sprint par la star de ces championnats Petter Northug.
Il obtient son premier podium en Coupe du monde dès le début de la saison 2009-2010 au quinze kilomètres classique de Kuusamo, où Petter Northug est encore vainqueur. Il monte sur quatre autres podiums sur diverses épreuves de Coupe du monde cet hiver et honore sa première sélection pour les Jeux olympiques à l'édition de Vancouver, où il est neuvième du quinze kilomètres libre, 17e du skiathlon, huitième du relais et huitième du cinquante kilomètres classique. Il est quatrième des Finales a Falun pour clore sa saison à la huitième position du classement général.
En décembre 2010, il passe un autre cap, celui de la victoire en Coupe du monde, s'imposant sur le trente kilomètres libre de La Clusaz en battant cete fois-ci Northug et Alexander Legkov sur la dernière ligne droite. Cependant, il n'est pas autorisé à prendre le départ du Tour de ski en raison d'un taux d'hémoglobine trop élevé. Plus tard dans l'hiver, Vylegzhanin s'illustre de nouveau à l'occasion des Championnats du monde à Oslo, où il gagne deux nouvelles médailles d'argent, d'abord sur le skiathlon, et pour finir le cinquante kilomètres libre, à chaque fois battu de peu par Northug. En 2012, il connaît la chance de gagner devant le public russe de Rybinsk a l'occasion du skiathlon.
En fin d'année 2012, il obtient le meilleur résultat sur une course par étapes au Nordic Opening à Ruka, où il échoue à rattraper pour seulement environ 1 seconde Petter Northug. Toute la saison 2012-2013, il délivre des résultats réguliers qui mène à son meilleur classement général de sa carrière, la cinquième place. Sur le Tour de ski, il sort vainqueur du quinze kilomètres à Oberhof, puis maintient sa place sur le podium jusqu'à l'arrivée l'Alpe Cermis, à la troisième position. C'est son seul podium sur le Tour de ski. Après une victoire en sprint par équipes à Sotchi, il est médaillé de bronze en relais aux Championnats du monde à Val di Fiemme, sans monter sur de podium en individuel.
Il est encore deuxième pour l'édition 2013 du Nordic Opening, puis gagne le quinze kilomètres de Szklarska Poręba en préparation des Jeux olympiques de Sotchi.
Le fondeur russe termine trois fois médaillé d'argent durant les Jeux olympiques d'hiver de 2014 d'abord avec le relais 4 × 10 km, puis en sprint par équipes associé à Nikita Kriukov et enfin lors du 50 km libre, où il participe au triplé russe (Legkov en or et Chernousov en bronze). 
En 2015, il remporte sa quatrième course de Coupe du monde a part entière à Rybinsk, au skiathlon comme il y a trois ans. Ensuite, aux Championnats du monde à Falun, il gagne en fin un grand titre international en remportant la médaille d'or sur le skiathlon, juste devant Dario Cologna. En janvier 2016, il est d'abord 25e du Tour de ski, mais retrouve des couleurs à Oslo, où il est troisième du cinquante kilomètres, puis vainc tous ses adversaires à Falun sur le dix kilomètres classique.
En 2018, il retrouve le podium sur le cinquante kilomètres d'Oslo, où il déjà monté plusieurs fois sur la boîte dans le passé, puis est cinquième des Finales à Falun.
En 2019, il termine deuxième du mythique cinquante d'Holmenkollen derrière son jeune compatriote Alexander Bolshunov pour sa dernière course de Coupe du monde de sa carrière,.
Depuis 2019, il arbore le circuit de longues distances, Ski Classics.

## Cas de dopage
Fin 2016, il subit une suspension pour son apparition dans le Rapport McLaren qui reporte les fait de dopage d'État en Russie
Il est disqualifié pour dopage par le CIO le 9 novembre 2017 et perd les trois médailles d'argent gagnées aux Jeux de Sotchi 2014. Il est banni à vie de toute compétition olympique, tout comme ses compatriotes fondeurs Alexander Legkov,  Alexey Petukhov, Julia Ivanova et Evgenia Shapovalova. 
Le 1er février 2018, le Tribunal Arbitral du Sport annule cette décision  à cause de preuves jugées insuffisantes pour établir une violation des règles d'antidopage, mais le CIO se réserve le droit d'en rester à sa première décision
Le 19 janvier 2019, le Tribunal fédéral suisse rejette l'appel interjeté par le CIO contre lui,. 

## Palmarès

### Jeux olympiques d'hiver
| Épreuve / Édition | Sprint                           | Sprint                           | 15 km                            | 15 km                            | Poursuite / Skiathlon 2 × 15 km | 50 km                              | Relais                             | Relais                             |
| Épreuve / Édition | libre                            | classique                        | libre                            | classique                        | Poursuite / Skiathlon 2 × 15 km | 50 km                              | Sprint                             | 4 × 10 km                          |
| JO 2010 Vancouver | Épreuve inexistante à cette date | Épreuve inexistante à cette date | 9e                               | Épreuve inexistante à cette date | 17e                             | 8e                                 | Épreuve inexistante à cette date   | 8e                                 |
| JO 2014 Sotchi    | —                                | Épreuve inexistante à cette date | Épreuve inexistante à cette date | —                                | 4e                              | Médaille d'argent, Jeux olympiques | Médaille d'argent, Jeux olympiques | Médaille d'argent, Jeux olympiques |

Légende :
- : deuxième place, médaille d'argent
- : pas d'épreuve
- — : non disputée par Vylegzhanin
- DSQ : disqualifié

### Championnats du monde
Maxim Vylegzhanin échoue à plusieurs reprises sur la deuxième marche du podium lors de ses participations aux championnats du monde, avec trois médailles d'argent sur le 50 km en 2009 et 2011 et la poursuite en 2011, à chaque fois derrière Petter Northug. Il remporte finalement son premier et seul titre en 2015.
| Épreuve / Édition           | Sprint                           | Sprint                           | 15 km                            | 15 km                            | Poursuite / Skiathlon 2 × 15 km | 50 km                    | Relais | Relais                    |
| Épreuve / Édition           | libre                            | classique                        | libre                            | classique                        | Poursuite / Skiathlon 2 × 15 km | 50 km                    | Sprint | 4 × 10 km                 |
| Mondiaux 2009 Liberec       | —                                | Épreuve inexistante à cette date | Épreuve inexistante à cette date | 45e                              | 24e                             | Médaille d'argent, monde | —      | —                         |
| Mondiaux 2011 Oslo          | —                                | Épreuve inexistante à cette date | Épreuve inexistante à cette date | 7e                               | Médaille d'argent, monde        | Médaille d'argent, monde | —      | 7e                        |
| Mondiaux 2013 Val di Fiemme | Épreuve inexistante à cette date | —                                | 57e                              | Épreuve inexistante à cette date | 5e                              | 8e                       | —      | Médaille de bronze, monde |
| Mondiaux 2015 Falun         | Épreuve inexistante à cette date | —                                | —                                | Épreuve inexistante à cette date | Médaille d'or, monde            | 4e                       | —      | 4e                        |
| Mondiaux 2019 Seefeld       | —                                | Épreuve inexistante à cette date | Épreuve inexistante à cette date | 33e                              | —                               | —                        | —      | —                         |

Légende :
- : première place, médaille d'or
- : deuxième place, médaille d'argent
- : troisième place, médaille de bronze
- : pas d'épreuve
- — : non disputée par Vylegzhanin

### Coupe du monde
- Meilleur classement général : 5e en 2013.
- 25 podiums : 
  - 15 podiums en épreuve individuelle : 5 victoires, 4 deuxièmes places et 6 troisièmes places.
  - 10 podiums en épreuve par équipes, dont 4 victoires, 5 deuxièmes places et 1 troisième place.

#### Détail des victoires individuelles
Maxim Vylegzhanin compte cinq victoires individuelles en Coupe du monde, la première lors d'un 30 km en style libre à La Clusaz puis une autre en skiathlon de 30 km dont 15 km de style libre et 15 km en style classique. En 2014, il s'impose sur un 15 km classique avec un départ en ligne à Szklarska Poreba.
| Épreuve / Édition | Sprint | Sprint    | 15 km | 15 km            | Poursuite / Skiathlon | 30 km skiatlhon | 30 km skiatlhon | 50 km libre | Tour de ski ou Finales ou Nordic Opening |
| Épreuve / Édition | libre  | classique | libre | classique        | Poursuite / Skiathlon | libre           | classique       | 50 km libre | Tour de ski ou Finales ou Nordic Opening |
| 2010-11           |        |           |       |                  |                       | La Clusaz       |                 |             |                                          |
| 2011-12           |        |           |       |                  |                       | Rybinsk         | Rybinsk         |             |                                          |
| 2013-14           |        |           |       | Szklarska Poreba |                       |                 |                 |             |                                          |
| 2014-15           |        |           |       |                  |                       | Rybinsk         | Rybinsk         |             |                                          |
| 2015-16           |        |           |       | Falun (10 km)    |                       |                 |                 |             |                                          |

Lors du Tour de ski 2012-2013, il remporte sa seule étape de tour, la poursuite sur quinze kilomètres en style classique à Oberhof.

#### Courses par étapes
- Nordic Opening : 1 victoire d'étape.
- Tour de ski : 
  - 3e du classement final en 2013.
  - 3 podiums d'étape, dont 1 victoire.
- Finales : 5 podiums d'étape.

#### Classements par saison
| Saison / Épreuve | Saison / Épreuve | Général | Général | Distance | Distance | Sprint | Sprint | Tour de ski depuis 2007 | Finales depuis 2008/ Ski Tour Canada en 2016 | Nordic Opening depuis 2011 |
| ---------------- | ---------------- | ------- | ------- | -------- | -------- | ------ | ------ | ----------------------- | -------------------------------------------- | -------------------------- |
| Saison / Épreuve | Saison / Épreuve | Class.  | Points  | Class.   | Points   | Class. | Points | Tour de ski depuis 2007 | Finales depuis 2008/ Ski Tour Canada en 2016 | Nordic Opening depuis 2011 |
| 2005             | 2005             | 67e     | 56      | 42e      | 56       | -      | -      |                         |                                              |                            |
| 2006             | 2006             | 152e    | 7       | 110e     | 7        | -      | -      |                         |                                              |                            |
| 2007             | 2007             | 79e     | 45      | 47e      | 45       | -      | -      | -                       |                                              |                            |
| 2008             | 2008             | 51e     | 127     | 51e      | 44       | 51e    | 43     | 21e                     | -                                            |                            |
| 2009             | 2009             | 23e     | 297     | 16e      | 218      | 96e    | 7      | 15e                     | 27e                                          |                            |
| 2010             | 2010             | 8e      | 532     | 7e       | 337      | 25e    | 95     | -                       | 4e                                           |                            |
| 2011             | 2011             | 11e     | 512     | 6e       | 386      | -      | -      | -                       | 14e                                          | 5e                         |
| 2012             | 2012             | 7e      | 911     | 4e       | 657      | 39e    | 56     | 8e                      | 12e                                          | 18e                        |
| 2013             | 2013             | 5e      | 935     | 7e       | 437      | 39e    | 54     | 3e                      | 12e                                          | 2e                         |
| 2014             | 2014             | 10e     | 489     | 8e       | 232      | 92e    | 7      |                         | 5e                                           | 2e                         |
| 2015             | 2015             | 10e     | 469     | 8e       | 323      | 86e    | 6      | 10e                     | Épreuve inexistante à cette date             | 14e                        |
| 2016             | 2016             | 13e     | 652     | 9e       | 488      | 60e    | 40     | 25e                     | 18e                                          | 11e                        |
| 2017             | 2017             | 81e     | 56      | 77e      | 16       | 60e    | 16     | -                       | -                                            | 19e                        |
| 2018             | 2018             | 27e     | 267     | 26e      | 155      | -      | -      | -                       | 5e                                           | 20e                        |
| 2019             | 2019             | 30e     | 282     | 20e      | 222      | -      | -      | 19e                     | -                                            | 25e                        |

### Universiades
- Turin 2007 :
  -  Médaille d'or sur le trente kilomètres libre.
  -  Médaille de bronze de la poursuite (15 km) .

### Championnats du monde junior
En une participation aux Championnats du monde juniors, Maxim Vylegzhanin n'a disputé qu'une seule épreuve : le 30 km classique, qu'il termine 12e.
| Épreuve / Édition      | Sprint                           | Sprint                           | 10 km                            | 10 km                            | 30 km classique | Relais                           |
| Épreuve / Édition      | libre                            | classique                        | libre                            | classique                        | 30 km classique | Relais                           |
| Mondiaux 2002 Schonach | Épreuve inexistante à cette date | Épreuve inexistante à cette date | Épreuve inexistante à cette date | Épreuve inexistante à cette date | 12e             | Épreuve inexistante à cette date |

### Coupe d'Europe de l'Est
- 3 podiums, dont 1 victoire.

### Championnats de Russie
- Champion à la poursuite en 2007, 2010, 2011 et 2012.
- Champion sur le cinquante kilomètres en 2007, 2008, 2010, 2012 et 2019.